# Paul-Philippe Hohenzollern
Paulo Filipe de Hohenzollern (13 de agosto de 1948) também conhecido como Príncipe Paulo da Romênia e Paul Lambrino é o filho de Carol Lambrino e Helene Henriette Nagavitzine. Seu pai era o filho mais velho do rei Carlos II da Roménia e Zizi Lambrino. Paul afirma que ele é o chefe legítimo da Casa real da Romênia e não seu tio o ex-rei Miguel I. Casou-se com Lia Triff. O casal tem um filho, Carol Ferdinand.

## Ligação externa
- Site Oficial